# Đỗ Thừa Luông
Đỗ Thừa Luông (còn có tên là Long, chưa rõ năm sinh năm mất), là lãnh tụ cuộc kháng chiến chống thực dân Pháp năm 1872 tại ven rừng U Minh, nay thuộc huyện U Minh, tỉnh Cà Mau, Việt Nam. 

## Cuộc đời
Đỗ Thừa Luông sinh trưởng tại Lai Vung, tỉnh Sa Đéc (nay là huyện Lai Vung, tỉnh Đồng Tháp), dưới thời vua Tự Đức.
Đến nay chưa rõ ông đã cùng em là Đỗ Thừa Tự (hay Thừa Ngươn) xuống cư ngụ ở Cà Mau vào lúc nào; chỉ biết là năm 1872, hai anh em ông đã vận động nhân dân nổi lên chống Pháp ở ven rừng U Minh, từ rạch Cái Tàu (nay thuộc huyện U Minh) đến vùng An Biên (nay thuộc huyện An Biên, tỉnh Kiên Giang).
Thuở đó, vùng rạch Cái Tàu (ven rừng U Minh Hạ) nhà cửa hãy còn thưa thớt, nghèo nàn. Vậy mà, số người địa phương tham gia rất đông, trong số đó có ba người hoạt động tích cực là ông Hai Khoa, ông Hai "thầy tu" và một người Hoa gốc Hải Nam, được mọi người quen gọi là ông Lồng Ban (hay Lào Bang).
Buổi đầu, Đỗ Thừa Luông-Đỗ Thừa Tự cho đấp hai cản đất ngang rạch để cản ngăn tàu của Pháp, và còn cho đóng đồn ở hai nơi đó để phòng giữ.
Trong khi chờ đợi vũ khí do ông Lồng Bang qua Xiêm La mua về, thì bị đối phương phát hiện ra căn cứ và họ liền tổ chức tấn công. Mặc dù nghĩa quân đánh trả quyết liệt, song vì thiếu vũ khí, nên căn cứ bị triệt hạ, nhiều nghĩa quân đã phải hy sinh.
Đến khi ghe chở vũ khí từ Xiêm trở về, lại bị quân Pháp đón bắt được hết, nên lực lượng của nghĩa quân càng thêm suy yếu.
Theo nhà văn Sơn Nam, thì:
Về sau hai anh em họ Đỗ đều bị bắt và bị xử tử, còn nghĩa quân thì bị đày. Tham biện Rạch Giá xử họ trong phiên tòa gọi là " tòa án bổn xứ" (Tribunal indigène), chính ông làm Chánh án. Tên chủ tỉnh Benoist nổi danh là tàn ác (và thích khảo cứu) đã "nhơn danh dân chúng nước Pháp" mà buộc tội và tuyên án...
Tuy cuộc khởi nghĩa không thành công, nhưng Đỗ Thừa Luông cùng các cộng sự vẫn được nhân dân tưởng nhớ, qua câu hát:
Cái Tàu có nhiều nhà quốc sự,
Đỗ Thừa Luông, Đỗ Thừa Tự với chú Lào Bang.
Và hiện nay, ở quận Tân Phú, Thành phố Hồ Chí Minh có hai con đường mang tên Đỗ Thừa Luông và Đổ Thừa Tự.